# Ernst Mayr
Ernst Mayr (Kempten, Alemanha, 5 de julho de 1904 — Bedford, Estados Unidos, 3 de fevereiro de 2005) foi um biólogo de origem alemã que dedicou grande parte da sua carreira ao estudo da evolução, genética de populações e taxonomia.
Descendente de diversas gerações de médicos, abriu mão da carreira e se voltou para o estudo da zoologia, concluindo um doutorado na área apenas 16 meses depois de formado. Durante a década de 1930 participou de uma expedição à Nova Guiné e às Ilhas Salomão, onde estudou a fauna autóctone, especialmente a ornitológica.

## Obras selecionadas
- Systematics and the Origin of Species (1942)
- Methods and Principles of Systematic Zoology (1953)
- Animal Species and Evolution (1963)
- The Growth of Biological Thought (1982)
- Toward a New Philosophy of Biology (1988)
- One long argument: Charles Darwin and the Genesis of Modern Evolutionary Thought (1991)
- This is Biology: The Science of the Living World (1998; ed. esp. Así es la biología, 1998)
- O Desenvolvimento do Pensamento Biológico : Diversidade, Evolução e Herança (1998) ISBN 8523003754
- What Evolution Is (2001)
- Biologia: Ciência Única (2004)

## Revisões globais de espécies novas para a ciência
- Zimmer, J. T. & E. Mayr (1943) New species of birds described from 1938 to 1941 The Auk Vol. 60 pp. 249–262
- Mayr, E. (1957) New species of birds described from 1941 to 1955 Journal for Ornithology Vol. 98 pp. 22–35
- Mayr, E. (1971) New species of birds described from 1956 to 1965 Jour. f. Ornith. Vol. 112 pp. 302–316
- Mayr, E. & F. Vuilleumier (1983) New species of birds described from 1966 to 1975 Jour. f. Ornith. Vol. 124 pp. 217–232
- Vuilleumier, F. & E. Mayr (1987) New species of birds described from 1976 to 1980 Jour. f. Ornith. Vol. 128 pp. 137–150
- Vuilleumier, François, Mary LeCroy & Ernst Mayr (1992) New species of birds described from 1981 to 1990 Bulletin of the British Ornithologists' Club Vol. 112A pp. 267–309

## Outras publicações notáveis
- 1923 "Die Kolbenente (Nyroca rufina) auf dem Durchzuge in Sachsen". Ornithologische Monatsberichte 31:135–136
- 1923 "Der Zwergfliegenschnäpper bei Greifswald". Ornithologische Monatsberichte 31:136
- 1926 "Die Ausbreitung des Girlitz (Serinus canaria serinus L.) Ein Beitrag zur Tiergeographie". J. für Ornithologie 74:571–671
- 1927 "Die Schneefinken (Gattungen Montifringilla und Leucosticte)" J. für Ornithologie 75:596–619
- 1929 with W Meise. Zeitschriftenverzeichnis des Museums für Naturkunde Mitteilungen aus dem Zoologischen Museum in Berlin 14:1–187
- 1930 (by Ernst Hartert) "List of birds collected by Ernst Mayr". Ornithologische Monatsberichte 36:27–128
- 1930 "My Dutch New Guinea Expedition". 1928. Ornithologische Monatsberichte 36:20–26
- 1931 Die Vögel des Saruwaged und Herzoggebirges (NO Neuginea) Mitteilungen aus dem Zoologischen Museum in Berlin 17:639–723
- 1931 "Birds collected during the Whitney South Sea Expedition. XII Notes on Halcyon chloris and some of its subspecies". American Museum Novitates no 469
- 1932 "A tenderfoot explorer in New Guinea" Natural History 32:83–97
- 1935 "Bernard Altum and the territory theory". Proceedings of the Linnaean Society of New York 45, 46:24–38
- 1940 "Speciation phenomena in birds". American Naturalist 74:249–278
- 1941 "Borders and subdivision of the Polynesian region as based on our knowledge of the distribution of birds". Proceedings of the 6th Pacific Scientific Congress 4:191–195
- 1941 "The origin and history of the bird fauna of Polynesia". Proceedings of the 6th Pacific Scientific Congress 4:197–216
- 1943 "A journey to the Solomons". Natural History 52:30–37,48
- 1944 "Wallace's Line in the light of recent zoogeographics studies". Quarterly Review of Biology 19:1–14
- 1944 "The birds of Timor and Sumba". Bulletin of the American Museum of Natural History 83:123–194
- 1944 "Timor and the colonization of Australia by birds". Emu 44:113–130
- 1946 "History of the North American bird fauna" Wilson Bulletin 58:3–41
- 1946 "The naturalist in Leidy's time and today". Proceedings of the Academy of Natural Sciences of Philadelphia 98:271–276
- 1947 "Ecological factors in speciation". Evolution 1:263–288
- 1948 "The new Sanford Hall". Natural History 57:248–254
- 1950 The role of the antennae in the mating behavior of female Drosophila. Evolution 4:149–154
- 1951 Introduction and Conclusion. Pages 85,255–258 in The problem of land connections across the South Atlantic with special reference to the Mesozoic. Bulletin of the American Museum of Natural History 99:79–258
- 1951 with Dean Amadon, "A classification of recent birds". American Museum Novitates no. 1496
- 1953 with E G Linsley and R L Usinger. Methods and Principles of Systematica Zoology. McGraw-Hill, New York.
- 1954 "Changes in genetic environment and evolution". Pages 157–180 in Evolution as a Process (J Huxley, A C Hardy and E B Ford Eds) Allen and Unwin. London
- 1955 "Karl Jordan's contribution to current concepts in systematics and evolution". Transactions of the Royal Entomological Society of London 107:45–66
- 1956 with C B Rosen. "Geographic variation and hybridization in populations of Bahama snails (Cerion)". American Museum Novitates no 1806.
- 1957 "Species concepts and definitions". Pages 371–388 in The Species Problem (E. Mayr ed). AAAS, Washington DC.
- 1959 "The emergence of evolutionary novelties". Pages 349–380 in The Evolution of Life: Evolution after Darwin, vol 1 (S. Tax, ed) University of Chicago.
- 1959 "Darwin and the evolutionary theory in Biology". Pages 1–10 in Evolution and Anthropology: A Centennial Appraisal (B J Meggers, Ed) The Anthropological Society of Washington, Washington DC.
- 1959 "Agassiz, Darwin, and Evolution". Harvard Library Bulletin. 13:165–194
- 1961 "Cause and effect in biology: Kinds of causes, predictability, and teleology are viewed by a practicing biologist". Science 134:1501–1506
- 1962 "Accident or design: The paradox of evolution". Pages 1–14 in The Evolution of Living Organisms (G W Leeper, Ed) Melbourne University Press.
- 1964 Introduction, Bibliography and Subject Pages vii–xxviii, 491–513 in On the Origin of Species by Means of Natural Selection, or the Preservation of Favoured Races in the Struggle for Life, by Charles Darwin. A Facsimile of the First Edition. Harvard University Press.
- 1965 Comments. In Proceedings of the Boston Colloguium for the Philosophy of Science, 1962–1964. Boston Studies in the Philosophy of Science 2:151–156
- 1969 Discussion: Footnotes on the philosophy of biology. Philosophy of Science 36:197–202
- 1972 Continental drift and the history of the Australian bird fauna. Emu 72:26–28
- 1972 Geography and ecology as faunal determinants. Pages 549–561 in Proceedings XVth International Ornithological Congress (K H Voous, Ed) E J Brill, Leiden, The Netherlands.
- 1972 Lamarck revisited. Journal of the History of Biology. 5:55–94
- 1974 Teleological and teleonomic: A new analysis. Boston studies in the Philosophy of Science 14:91–117
- 1978 Tenure: A sacred cow? Science 199:1293
- 1980 How I became a Darwinian, Pages 413–423 in The Evolutionary Synthesis (E Mayr and W Provine, Eds) Harvard University Press, Cambridge, Massachusetts.
- 1980 with W B Provine, Eds. The Evolutionary Synthesis. Harvard University Press.
- 1981 Evolutionary biology. Pages 147–162 in The Joys of Research (W. Shripshire Jr, Ed.) Smithsonian Institution Press.
- 1984 Evolution and ethics. Pages 35–46 in Darwin, Mars and Freud: Their influence on Moral Theory (A L Caplan and B Jennings, Eds.) Plenum Press, New York.
- 1985. Darwin's five theories of evolution. In D. Kohn, ed., The Darwinian Heritage, Princeton NJ: Princeton University Press, pp. 755–772.
- 1985. How biology differs from the physical sciences. In D. J. Depew and B H Weber, eds., Evolution at a Crossroads: The New Biology and the New Philosophy of Science, Cambridge MA: The MIT Press, pp. 43–63.
- 1988. The why and how of species. Biology and Philosophy 3:431–441
- 1992. The idea of teleology. Journal of the History of Ideas 53:117–135
- 1994. with W.J. Bock. Provisional classifications v. standard avian sequences: heuristics and communication in ornithology. Ibis 136:12–18
- 1996. What is a species, and what is not? Philosophy of Science 63 (June): 262–277.
- 1996. The autonomy of biology: the position of biology among the sciences. Quarterly Review of Biology 71:97–106
- 1997. The objects of selection Proc. Natl. Acad. Sci. USA 94 (March): 2091–94.
- 1999. Darwin's influence on modern thought Crafoord Prize lecture, September 23, 1999.
- 2000. Biology in the Twenty-First Century Bioscience 50 (Oct. 2000): 895–897.
- 2001. The philosophical foundations of Darwinism Proceedings of the American Philosophical Society 145:488–495
- 2002. with Walter J Bock. Classifications and other ordering systems. Zeitschrift Zool. Syst. Evolut-Forsch. 40:1–25